# Beste Kijkers (Nederland)
Beste Kijkers is een Nederlands televisieprogramma van het productiebedrijf PilotStudio dat uitgezonden wordt op RTL 4. In het programma behandelen twee panels, ieder bestaande uit een teamcaptain vergezeld met twee gasten, grappige en opvallende videofragmenten van de voorbĳe periode afkomstig van televisie en sociale media. De presentatie is in handen van Ruben Nicolai. Sinds 2018 is Beste Kijkers ook te bekijken via de streamingsdienst Videoland. Het programma is gebaseerd op het Vlaamse origineel onder dezelfde naam.

## Achtergrond
De eerste aflevering van Beste Kijkers was op woensdagavond 2 september 2015 en werd bekeken door 1.013.000 kijkers, hiermee was het het achtste best bekeken programma van die dag. Door de aanhoudende goede kijkcijfers kreeg het programma een tweede seizoen, dat begon op 1 februari 2016. De afleveringen in het tweede seizoen begonnen oorspronkelijk op maandagavond om half tien 's avonds na het programma Back to the Zeros. Wegens tegenvallende kijkcijfers wisselden de programma's van tijdslot en begon Beste Kijkers vanaf de derde aflevering om half negen 's avonds waardoor de kijkcijfers uiteindelijk stegen.
Vanaf het derde seizoen werd het programma uitgezonden op de donderdagavond en hield dit uitzendslot vast tot en met het zevende seizoen. Op 12 maart 2020 kwam dit zevende seizoen na vijf afleveringen al ten einde door de opkomende coronapandemie waardoor de opnames niet plaats konden vinden. Het programma werd hierna voor onbepaalde tijd in de ijskast gezet, totdat het drie jaar later zijn terugkeer maakte op 27 mei 2023.
In 2024 werden twee seizoenen kort achter elkaar uitgezonden; het programma kwam na twee maanden al met een nieuw seizoen als alternatief voor de geplande talkshow van Matthijs van Nieuwkerk, die werd geschrapt in verband met het rapport van de commissie-Van Rijn over misstanden bij de publieke omroep. Ook werden in het tiende seizoen enkele afleveringen gepresenteerd door Beau van Erven Dorens.

## Opzet
In het programma gaan twee teams onder leiding van presentator Ruben Nicolai de strijd met elkaar aan in een humoristisch spel over televisiefragmenten van afgelopen week. Elk team bestaan uit een vast panellid die optreedt als teamleider en een gastpanellid, vanaf latere seizoenen werd elk team uitgebreid met nog een gastpanellid.
In verschillende spelrondes wordt de kennis over de televisiemomenten van de afgelopen week getest. Als een team het juiste antwoord tijdens een spelronde geeft krijgt het team één punt, voor de finalevraag zijn vijf punten te verdienen. Het team dat aan het einde van de aflevering de meeste punten heeft wint. 
Verschillende spelrondes die regelmatig terugkeren zijn onder andere:
- Hoe loopt dit af?: hierin krijgen de teams een televisiefragment te zien dat op een bepaald moment gestopt wordt, de teams moeten allebei aangeven hoe het fragment gaat aflopen.
- Waar kijken ze naar?: hierin krijgen de teams een fragment te zien waarin mensen (vanaf seizoen acht werd dit gedaan door bekende Nederlanders, zoals Maarten van Rossem, Bridget Maasland en Michella Kox) naar een televisiefragment kijken en dit becommentariëren, aan de teams de opdracht om te raden naar wat ze aan het kijken waren. In seizoen tien kijken ze naar verschillende fragmenten, waarbij de vraag is naar welke BN'er ze kijken.
- Wat zie je niet?: hierin zien de teams een fragment waarin een bepaald deel is afgeplakt, de teams moeten raden wie of wat er afgeplakt is.
- Welk fragment hoort er niet bij?: hierin krijgen de teams de eerste paar seconden van drie fragmenten te zien, vervolgens moeten ze raden welke van de drie fragmenten er niet bij hoort.

### Kĳkersparticipatie
Het programma roept kĳkers op om opmerkelĳke fragmenten die ze hebben gezien, in te sturen voor het programma.

## Seizoensoverzicht
Hieronder een seizoensoverzicht voor de programmering in Nederland.
| Seizoen          | Uitzendtijden                                                             | Aantal afleveringen | Start seizoen    | Start seizoen | Einde seizoen    | Einde seizoen | Gemiddelde kijkcijfers |
| Seizoen          | Uitzendtijden                                                             | Aantal afleveringen | Datum            | Kijkcijfers   | Datum            | Kijkcijfers   | Gemiddelde kijkcijfers |
| ---------------- | ------------------------------------------------------------------------- | ------------------- | ---------------- | ------------- | ---------------- | ------------- | ---------------------- |
| 1                | Woensdag 21:30 – 22:30 uur                                                | 6                   | 2 september 2015 | 1.013.000     | 7 oktober 2015   | 1.059.000     | 975.167                |
| 2                | Maandag 21:30 – 22:30 uur (afl. 1-2) Maandag 20:30 – 21:30 uur (afl. 3-8) | 8                   | 1 februari 2016  | 514.000       | 21 maart 2016    | 764.000       | 730.000                |
| 3                | Donderdag 21:30 – 22:30 uur                                               | 7                   | 27 oktober 2016  | 1.359.000     | 8 december 2016  | 1.109.000     | 1.179.714              |
| 4                | Donderdag 21:30 – 22:30 uur                                               | 9                   | 6 april 2017     | 752.000       | 1 juni 2017      | 707.000       | 707.556                |
| 5                | Donderdag 21:30 – 22:30 uur                                               | 7                   | 8 februari 2018  | 825.000       | 22 maart 2018    | 766.000       | 712.571                |
| 6                | Donderdag 21:30 – 22:30 uur                                               | 8                   | 9 mei 2019       | 744.000       | 27 juni 2019     | 677.000       | 621.500                |
| 7                | Donderdag 21:30 – 22:30 uur                                               | 5                   | 13 februari 2020 | 466.000       | 12 maart 2020    | 789.000       | 529.600                |
| 8                | Zaterdag 21:40 – 22:40 uur                                                | 6                   | 27 mei 2023      | 501.000       | 1 juli 2023      | 588.000       | 472.833                |
| O&N-special 2023 | Zondag 20:00 – 21:30 uur                                                  | 1                   | 31 december 2023 | 960.000       | n.v.t.           | n.v.t.        | 960.000                |
| 9                | Zondag 21:30 – 22:30 uur                                                  | 6                   | 14 januari 2024  | 850.000       | 18 februari 2024 | 854.000       | 855.000                |
| 10               | Zondag 21:30 – 22:30 uur                                                  | 9                   | 14 april 2024    | 816.000       | 9 juni 2024      | 806.000       | 798.000                |
| O&N-special 2024 | Dinsdag 20:30 – 22:00 uur                                                 | 1                   | 31 december 2024 | 1.106.000     | n.v.t.           | n.v.t.        | 1.106.000              |
| 11               | Zaterdag 21:45 – 22:45 uur                                                | 7                   | 31 mei 2025      | 692.000       | 12 juli 2025     | 808.000       | 732.857                |

## Teamleiders en vaste panelleden
In het eerste seizoen waren Jeroen van Koningsbrugge en Beau van Erven Dorens te zien als teamleiders onder de panelleden. Omdat Van Koningsbrugge tijdens de start van de opnames van het tweede seizoen nog een sabbatical had, werd zijn rol als teamleider de eerste vier afleveringen van het seizoen overgenomen door Jörgen Raymann, Kasper van Kooten, Philippe Geubels en Tijl Beckand.
Vanaf het derde seizoen maakte naast de vaste teamleiders ook vaste panelleden Kasper van Kooten en Philippe Geubels hun intrede. Daarnaast was Roué Verveer meerdere malen als vervangend panellid te zien. Dezelfde groep was ook voor seizoen vier aanwezig. Verveer keerde in het vijfde seizoen niet terug als vervangend panellid, deze rol werd overgenomen door zowel Najib Amhali en Martijn Koning doordat meerdere van de panelleden vaker en tegelijk verhinderd waren. In het zesde seizoen maakte Erik Van Looy zijn opwachting als vast panellid.
Van Erven Dorens stopte na het zesde seizoen als teamleider. Zijn rol werd vervolgens in seizoen zeven door meerdere personen waargenomen, zo was Loretta Schrijver de teamleider van aflevering één, Najib Amhali van aflevering twee en Gert Verhulst van aflevering drie en was Carlo Boszhard te zien in de vierde en vijfde aflevering.
Voor het achtste seizoen kwam Tijl Beckand als nieuwe teamleider erbij en werden Loretta Schrijver en Daphne Bunskoek als vaste panelleden aan het programma toegevoegd. Kees van der Spek en Alex Ploeg wisselden af als panellid in het team van Beckand. Op 31 december 2023 kwam Beste Kijkers met een Oud & nieuw-special; hierin keerde Van Erven Dorens terug als teamleider en maakten Leonie ter Braak, Luuk Ikink en Edson da Graça hun entree in het programma als panelleden.

### Overzicht
Hieronder een overzicht met teamleiders en vaste panelleden.
 Teamleider
 Vervangend teamleider
 Vast panellid
 Vervangend panellid
|                          | S1 | S2 | S3 | S4 | S5 | S6 | S7 | S8 | SP | S9 | S10 | SP | S11 |
| ------------------------ | -- | -- | -- | -- | -- | -- | -- | -- | -- | -- | --- | -- | --- |
| Jeroen van Koningsbrugge |    |    |    |    |    |    |    |    |    |    |     |    |     |
| Beau van Erven Dorens    |    |    |    |    |    |    |    |    |    |    |     |    |     |
| Kasper van Kooten        |    |    |    |    |    |    |    |    |    |    |     |    |     |
| Philippe Geubels         |    |    |    |    |    |    |    |    |    |    |     |    |     |
| Jörgen Raymann           |    |    |    |    |    |    |    |    |    |    |     |    |     |
| Tijl Beckand             |    |    |    |    |    |    |    |    |    |    |     |    |     |
| Roué Verveer             |    |    |    |    |    |    |    |    |    |    |     |    |     |
| Najib Amhali             |    |    |    |    |    |    |    |    |    |    |     |    |     |
| Martijn Koning           |    |    |    |    |    |    |    |    |    |    |     |    |     |
| Erik Van Looy            |    |    |    |    |    |    |    |    |    |    |     |    |     |
| Loretta Schrijver        |    |    |    |    |    |    |    |    |    |    |     |    |     |
| Gert Verhulst            |    |    |    |    |    |    |    |    |    |    |     |    |     |
| Carlo Boszhard           |    |    |    |    |    |    |    |    |    |    |     |    |     |
| Daphne Bunskoek          |    |    |    |    |    |    |    |    |    |    |     |    |     |
| Kees van der Spek        |    |    |    |    |    |    |    |    |    |    |     |    |     |
| Alex Ploeg               |    |    |    |    |    |    |    |    |    |    |     |    |     |
| Leonie ter Braak         |    |    |    |    |    |    |    |    |    |    |     |    |     |
| Luuk Ikink               |    |    |    |    |    |    |    |    |    |    |     |    |     |
| Edson da Graça           |    |    |    |    |    |    |    |    |    |    |     |    |     |
| Marc-Marie Huijbregts    |    |    |    |    |    |    |    |    |    |    |     |    |     |
| Dave von Raven           |    |    |    |    |    |    |    |    |    |    |     |    |     |
| Nabil Aoulad Ayad        |    |    |    |    |    |    |    |    |    |    |     |    |     |
| Mattie Valk              |    |    |    |    |    |    |    |    |    |    |     |    |     |
| Michiel Vos              |    |    |    |    |    |    |    |    |    |    |     |    |     |
| Olcay Gulsen             |    |    |    |    |    |    |    |    |    |    |     |    |     |
| Georgina Verbaan         |    |    |    |    |    |    |    |    |    |    |     |    |     |
| Tim de Wit               |    |    |    |    |    |    |    |    |    |    |     |    |     |
| Evi Hanssen              |    |    |    |    |    |    |    |    |    |    |     |    |     |
| April Darby              |    |    |    |    |    |    |    |    |    |    |     |    |     |
| Fred van Leer            |    |    |    |    |    |    |    |    |    |    |     |    |     |
| Frank Evenblij           |    |    |    |    |    |    |    |    |    |    |     |    |     |
| Caroline Tensen          |    |    |    |    |    |    |    |    |    |    |     |    |     |
| Aran Bade                |    |    |    |    |    |    |    |    |    |    |     |    |     |
| Edsilia Rombley          |    |    |    |    |    |    |    |    |    |    |     |    |     |